# Lophops servillei
Lophops servillei är en insektsart som beskrevs av Maximilian Spinola 1839. Lophops servillei ingår i släktet Lophops och familjen Lophopidae. Inga underarter finns listade i Catalogue of Life.